# Laplace 拉普拉斯的神子
《Laplace 拉普拉斯的神子》是一款由傳奇網路研發的遊戲

## 外部連結
《拉普拉斯的神子 （页面存档备份，存于）》的臺灣官方網站